# Rita Volk
Margarita Volkovinskaya (Tasquente, 3 de setembro de 1990) é uma atriz uzbeque-americana.

## Biografia
Nascida em Tasquente, no Uzbequistão Soviético, Rita Volk mudou-se para São Francisco com sua família quando ela  tinha 6 anos de idade. Abordada por um olheiro, Volk foi dada a oportunidade para fazer um teste para comerciais e imediatamente se apaixonou por atuar. Através do ensino médio, Volk atuou em peças da escola e mais explorado seu amor crescente por filme que ela afirma, também, ajudou a ela e sua família se aclimatar à língua e à cultura americana. Após o colegial, Volk frequentou a Universidade de Duke, onde se graduou com uma licenciatura em psicologia. Mas ela nunca perdeu de vista sua paixão por atuar como atuou em filmes de estudantes e foi membro de Dentro Joke, esboço trupe de comédia de Duke.

## Filmografia

### Filmes
| ano  | Titulo                      | Personagem      | Notas |
| ---- | --------------------------- | --------------- | ----- |
| 2013 | Se Beber, Não Entre no Jogo | Katnip Everlean | Zero  |

### Televisão
| ano         | Titulo           | Personagem     | Episódios                    |
| ----------- | ---------------- | -------------- | ---------------------------- |
| 2012        | Rizzoli & Isles  | Lea Babic      | Episódio "Cuts Like a Knife" |
| 2013        | Major Crimes     | Briana Mathis  | Episódio "Backfire"          |
| 2014 - 2016 | Faking It        | Amy Raudenfeld | Protagonista                 |
| 2016        | Holding Patterns | Heather        | Filmando                     |